# Петко Задгорски
Петко Иванов Задгорски е български художник и скулптор.

## Биография
През 1928 г. завършва живопис в Художествената академия в класа на проф. Димитър Гюдженов. Твори в жанровете пейзаж и фигурална композиция; платната му участват в общи художествени изложби и областни изложби. Активен участник е в Българския народен морски сговор. От 1930 до 1962 г. работи като учител по рисуване в Бургас, където негови ученици са художници като Георги Баев и Тодор Атанасов.
През 1951 г. Задгорски извайва бронзов паметник на Александър Пушкин в естествен ръст, който на 22 февруари 1952 г. е тържествено открит на гранитен постамент в Морската градина на Бургас. Този паметник се счита за един от най-правдивите скулптурни портрети на руския поет и един от символите на града.
През 1960-те години е открито Дружеството на бургаските художници. Първи негов председател е Петко Задгорски.

## Признание и награди
През 1968 г. той е удостоен с орден „Кирил и Методий“ – II степен.
На негово име е кръстена Бургаската художествена галерия.